# 무교회주의
무교회주의(無敎會主義, Non-church movement)는 성서 중심의 신앙 생활을 추구하는 기독교 사상이다. 무교회주의자들은 기독교 믿음과 신학의 근거는 눈에 보이는 교회와 전통이 아니라 성서라는 복음주의에 있다고 한다.

## 역사

### 성격
무교회주의를 교회의 존재를 부정하는 사상 또는 기독교인들이 신앙의 모범을 보이지 못해 그 반동으로 생긴 사상으로 아는 사람들이 있는데 이것은 잘못된 이해다. 무교회주의는 "기독교 신앙의 유일한 근거는 성서일 뿐이며, 교회와 그 관습은 기독교를 담아내는 껍데기"라고 말한 일본의 기독교 사상가 우치무라 간조의 주장 속에 잘 담겨 있다. 우치무라는 성서를 기독교 믿음의 유일한 근거로 본 마르틴 루터와 장 깔뱅의 복음주의에서 많은 영향을 받았으며, 일본의 기독교 역사에서 중요한 위치를 차지한다.

### 한국의 무교회주의
우치무라 간조의 제자인 김교신, 함석헌, 송두용 등으로 대표되는 초창기 한국 무교회주의 운동은, 예수와 성서 위에 조선을 세우고자 했던 김교신의 기독교인으로서의 노력이 담긴 월간잡지 《성서조선》등을 통해 전국에 전파되었다. 기독교 사상가이자 교육자인 김교신은 기독교를 조선 민족에게 주어진 소명으로서 파악하고 믿었기 때문에, 《성서조선》을 발행하여 기독교사상을 전파하였다. 하지만 기독교 사상속에 항일정신이 있다고 본 조선총독부의 억압으로 《성서조선》은 폐간당하고 말았다. 해방 후 《성서연구》잡지를 발간한 노평구 등에 의해 무교회주의 운동은 계속되었다. 소규모의 주일 집회가 전국적으로 분포하며, 겨울과 여름에 전국집회를 가진다.
김교신과 성서 주의 기독교 지도자들은 무교회주의자가 아닌 일본강점기라는 역사적 상황에서 친일어용 이단교회를 거부한 성서주의자로 인식되어야한다.
이들은 일제 강점기 강제적으로 행해지던 신사 참배, 창시 개명 등을 거부하며 일제의 모진 핍박을 당했고 성서조선사건으로 세계 최악의 고문이 자행되던 서대문 형무소에 투옥되어 옥고를 치렀다.
해방후 일제에 항거해 성서의 말씀만을 지킨다는 김교신과 노선을 같이 했던 기독교 지도자들이 일제 강점기 당시 신사 참배, 전쟁 징용 찬성등 성서에 위배되는 일제의 명령을 교인들을 선동해 지키게 한 행동을 비난하자 이를 무마하기 위해 친일 기독교 교계 관계자들은 김교신등을 주님의 교회를 부정한 무교회주의 이단자라고 맞비난하며 이단으로 몰고 갔다. 이들이 거부한 교회는 하나님의 교회라기 보다는 일제의 교회였다.
무교회주의자로 거론되는 김교신이 일본 강점기에 실천한 무교회는 교회 자체를 부정하는 무교회주의 강경노선과는 근본적으로 다르다. 이들은 단지 일제 강점기 시절 친일 교회에 출석하지 않았고 하나님을 섬기기보다 일제 찬양 일색인 어용교회에 참석하지 않고도 가정교회에서 신앙생활이 가능하다고 믿었다.
이들은 자신의 입으로 자신을 무교회주의자라고 밝힌 적조차 없었다. 하나님의 교회를 부정하거나 거부하지 않았다. 한예로 해방후 그의 제자 류달영의 가족들은 아무 거리낌없이 교회에 출석했다. 그는 교회 자체를 부정하거나 비난하지 않았다. 오히려 일본 강점기 전 그의 모친이 교회에 매주일 헌화했던 헌신을 매우 자랑스럽게 여기기도했다. 종교개혁을 주도한 Martin Luther처럼 교회 자체가 아닌 교회에서 이루어지는 친일, 부정과 부패를 비난하고 각성을 촉구했다.
그들은 오직 성서의 가르침대로 살고자 했던 오직 성서주의자들이었고 일본강점기 대부분의 교회는 신사 참배를 독려하는 성서에 위배된 교회였을 뿐이었다.
무교회주의자라는 이름은 이들에게 친일을 비난 받던 친일파 기독교 지도자들이 붙여준 것이었다. 스스로 무교회주의자라 말한 적이 없지만 무교회주의자로 낙인 찍혔다. 김교신은 1945년 세상을 떠났고 사후에 무교회주의자로 불리게 된 셈이었다.
일본 강점기 일제는 자신의 앞잡이 노릇을 하는 교회들만 살려두었고 그 교회들은 지금 평양에 있는 만수대교회와 같이 진정한 교회라고 볼 수 없는 유명무실한 존재들이었다.
북한의 비밀 기독교 신자들이 어용 만수대 교회를 인정하지 않고 가지 않는 것과 같은 맥락으로 일본 왕에게 참배를 강요하는 등 성서에 위배해 일제 앞잡이로 변질되어있는 어용 친일교회에 참여하지 않았던 참기독지도자들이 해방후 오히려 이를 빌미로 하나님의 교회를 부정하거나 거부한 무교회주의 이단으로 몰려 교계에서 마녀사냥처럼 추방되었다고 봐야 할 것이다. 성서를 목숨 바쳐 지키려던 순수한 지도자들이 몰려난 기독교계의 시작은 개독교로 비난 받는 작금의 현실에까지 이르게 된다.
김교신은 하나님의 말씀을 실천하기 위해 당시 가장 열악한 환경이라는 흥남 비료공장에서 노동자들을 교화시키기 위해 함께 생활하다가, 1945년 봄 간호하던 발진티푸스가 옮아 세상을 떠났다. 해방을 보지 못한 그에게 교회란 일본 강점기 일제 앞잡이 교회가 전부였다.
새벽마다 절규하는 눈물의 기도와 가정 교회에서의 예배는 물론 평생을 성서 가르침대로 성자 같은 삶을 살아 왔으나 해방후 진정한 의미의 교회를 보지 못하고 세상을 떠난 그가 일본 강점기 일제 앞잡이 교회를 거부하고 무교회를 실천 했다는 이유로 하나님의 교회를 인정하지 않는 이단이라고 규정 짓는 것은 무지함에서 나온 소치일 것이다. 교회를 거부하고 북한에서 만수대 교회에 다니지 않는 지하 교인들을 이단으로 볼 수는 없다. 만수대 교회 같이 잘못된 교회를 인정하지 않는 것과 하나님의 교회를 부정하거나 거부하는 이단은 엄연히 다른 것이기 때문이다.
국가적으로는 나라를 살린 영웅으로 인정받은 이들을 일본강점기라는 특수한 역사적 상황을 고려치 않고 이단으로 몰아가는 것은 무지의 소치로 보아야 할 것이다.

## 비판
오늘날 종교의 자유가 보장되는 대한민
국에서의 상황은 일본제국주의의 상황과는 다르다. 무교회주의에서 주장하는 성경으로 돌아가자는 기본 개념은 기존 교회에도 포함되어 있는 부분이며, 무교회주의 타락성은 북이스라엘의 멸망에 빗대어 설명할 수 있다. 그들은 영적 의미가 큰 벧엘/브엘세바/길갈에서 나름대로의 의미를 두고 신앙 생활을 했으나 그것은 하나님의 뜻과 전혀 상관이 없는 그릇된 신앙생활이었으면 권력자들의 정치적 판단과 세속적 타협의 결과일 뿐이었다. 예수님은 세상에 오셔서 유무형교회 모두의 중요함을 말씀하셨고 사도들 또한 그말씀을 따라 살았다. 사도 시대의 많은 교회들이 문제가 있고 변질되었지만 사도들은 교회 자체를 포기한적이 한번도 없다. 그것이 성경적이며 바른 말씀에 따른 판단이기 때문이다. 그것을 부인하는 것이 어찌 바른 신앙관이 되겠는가.. 무교회주의자는 멸망한 북이스라엘의 권력자들이며, 포도원에 가장 먼저와서 일했으나 늦게온 다른 한달란트 받은 일꾼들을 시기한 자들에 불과하다. 라는 비판에서 벗어날 수 없다.

## 무교회주의 관련 인물

### 한국
- 김교신
- 함석헌
- 송두용
- 노평구
- 류영모
- 유달영
- 장기려
- 정태시
- 이찬갑
- 주옥로
- 박석현
- 원경선
- 이진구
- 유희세
- 홍순명
- 이동기
- 최태용

### 일본
- 야나이하라 다다오
- 우치무라 간조